# Protoichthyosaurus
Protoichthyosaurus – rodzaj ichtiozaura należącego do rodziny Ichthyosauridae, znanego ze skamieniałości odkrytych na obszarze Wielkiej Brytanii. Skamieniałości niewątpliwie należące do przedstawicieli rodzaju odkryto w osadach dolnojurajskich (hettang); inne skamieniałości mogą dowodzić występowania przedstawicieli rodzaju od późnego triasu (retyk) do synemuru.
Opisany w 1979 roku przez paleontologa Roberta Appleby; autor zaliczył rodzaje Protoichthyosaurus i Leptonectes do nowego rzędu ichtiozaurów nazwanego Heteropinnatoidea, niewyróżnianego przez późniejszych autorów. Maisch i Matzke (2000) oraz McGowan i Motani (2003) uznali Protoichthyosaurus za młodszy synonim rodzaju Ichthyosaurus; w ocenie Lomaxa, Massare i Mistry (2017) różnice w budowie kończyn przednich uzasadniają jednak utrzymanie Protoichthyosaurus jako odrębnego od Ichthyosaurus rodzaju.